# Ersin Kiris
Ersin Kiris  (Den Haag, 13 augustus 1978) is een Nederlands televisiepresentator van Turkse afkomst.
Hij groeide op in Den Haag, waar hij vrijwilliger was bij de lokale omroep. Later werkte hij ook op de redactie (integratiedesk) van het NOS Journaal. In 2008 maakte hij de documentaire De Tegenfilm, waarin gezocht werd naar een antwoord op de vraag waar Geert Wilders' antipathie tegen moslims vandaan komt. Van 2010 tot 2014 presenteerde hij Gonzo, een reportageprogramma van de NTR. 
Voor Brandpunt maakte hij onder andere een reportage over paramilitaire vluchtelingenjagers in Bulgarije. Hij is verslaggever bij Keuringsdienst van Waarde, Broodje Gezond, De Rekenkamer en De prijsknaller van omroep KRO-NCRV. 
In zijn documentaireserie Ersin in Wonderland liet hij steeds twee kanten van een vakantieland zien, als kritische journalist én als toerist. Hij won hiermee in 2018 de Zilveren Nipkowschijf.